# Свети Христофор (Жупанища)
„Свети Христофор“ (на гръцки: Ιερός Ναός Αγίου Χριστοφόρου) е възрожденска православна църква в костурското село Жупанища, Егейска Македония, Гърция, част от Костурската епархия на Вселенската патриаршия.
Църквата е построена в XIX век. С изоставянето на Жупанища и преместването на жителите в Орман, през 1955 – 1960 година, църквата също е изоставена и се руши.
В 2013 година е възстановена от жителите на Орман.